# Porky in Wackyland
Porky in Wackyland (Gaguinho na Malucolândia no Brasil) é um filme de curta-metragem de animação  dirigido por Robert Clampett e lançado em 1938 pela Leon Schlesinger Productions como parte da Warner Bros. Pertenceu à série Looney Tunes.
Neste filme, o porco Gaguinho vai caçar num ambiente parecido com os quadros de Salvador Dalí com o intuito de encontrar o pássaro dodô para ganhar uma grande recompensa. Em 1994, a animação foi eleita a número 8 dentre os 50 Greatest Cartoons de todos os tempos por membros do campo da animação. Em 2000, foi considerada "culturalmente, historicamente ou esteticamente significante" pela Biblioteca do Congresso dos Estados Unidos, que selecionou o curta para a preservação no National Film Registry.